# 移动企业应用程序平台
移动企业应用程序平台（英語：Mobile Enterprise Application Platform，MEAP）是以 HTML5 为技术基础，集开发、部署、运行、监控为一体的企业移动应用系统。MEAP还应具备支持设备平台多样化即一次开发任意部署的跨设备支持能力，全面支持移动设备 API，如 GPS、摄像头、陀螺仪、重力感应等。主要平台有 SAP SUP，IBM Worklight 等。主要开发框架使用 dojo，jquery，sencha 等 UI 开发SDK，Cordova(PhoneGAP) SDK 开发设备 API 支持。目前 MEAP 支持设备有 Android，iOS，Blackberry，Windows，BADA，WebOS。